# Diacetilo
El diacetilo (IUPAC nombre sistemático: butanodiona) es un producto químico natural  procedente de la fermentación. Se emplea como saborizante químico artificial en ciertos alimentos y está presente en los sabores artificiales a mantequilla, se trata de un ingrediente común en las margarinas, shortenings y algunos aceites culinarios y en aerosol, se emplea frecuentemente en la cocina comercial.

## Salud
Al ser sometido al calor los alimentos que poseen esta sustancia durante la cocción en el procesamiento industrial, estos ingredientes liberan vapores que pueden poner a los trabajadores en peligro de desarrollar la debilitante y potencialmente fatal enfermedad pulmonar denominada bronquiolitis obliterante.

## Aplicaciones

### Productos alimenticios
El diacetilo y la acetoína son dos compuestos que dan un sabor mantecoso característico. Debido a esto, los fabricantes del aromatizante de mantequilla artificial, margarinas o similares suelen añadir diacetilo y acetoína para lograr el producto final con un sabor a mantequilla, ya que de otro modo resultaría relativamente insípido.

### En bebidas alcohólicas
A niveles altos, el diacetilo contribuye a aportar un sabor a caramelo y/o mantecoso.
En algunos tipos de cerveza (por ejemplo, en la mayoría de las producidas en las islas británicas, como la Indian Pale Ale), la presencia del diacetil puede ser aceptable o deseable a niveles bajos o moderados. En otros tipos de cerveza, su presencia se considera un defecto o algo indeseable.
El diacetilo es producido durante la fermentación cuando la levadura produce acetolactato. Éste escapa de la célula y es espontáneamente descarboxilado en diacetilo. La levadura entonces absorbe el diacetilo y reduce los grupos de cetona para formar acetoına y 2,3-butanodiol, compuestos relativamente insípidos.[cita requerida]

### Cigarros electrónicos
Una publicación del 2014 encontró que el diacetil estaba presente en muchos líquidos (para cigarros electrónicos) de sabores dulces. Según esa investigación, el diacetilo está aprobado para uso alimentario, pero se asocia con enfermedades respiratorias si se inhala. El estudio concluyó que el diacetil es un riesgo evitable en los líquidos para cigarrillos electrónicos y la industria debería tomar medidas para eliminar su uso sin limitar la disponibilidad de sabores.
Estudios recientes demuestran que la proporción de diacetilo es muy inferior a la de los cigarrillos convencionales.[cita requerida]

### Otros
1-hexanol y diacetil son inhibidores potentes de las neuronas sensibles al CO2 de la mosca de la fruta Drosophila melanogaster y del mosquito Culex, un vector de varias enfermedades mortales. Las moscas de la fruta tiende a evitar el CO2, pero el CO2 exhalado es el mayor atractor para el mosquito Culex.